# Pointe de l’Au
Der Pointe de l’Au ist ein Berg im Kanton Wallis in der Schweiz. Er bildet den Kamm zwischen den beiden Tälern Val d’Illiez und Val de Morgins im Gebiet Chablais. Auf den 2152 Meter hohen Berg führt von Champoussin aus eine Sesselbahn. Er ist Teil des französisch-schweizerischen Skigebiets der Portes du Soleil.